# Arne Ölander
Gustav Arne Ölander (Estocolmo, 31 de dezembro de 1902 — Estocolmo, 13 de maio de 1984) foi um químico sueco. É conhecido por ter descoberto a liga com memória de forma (em inglês:  shape memory alloy).